# Michèle Mercier
Michèle Mercier, nome d'arte di Jocelyne Yvonne Renée Mercier (Nizza, 1º gennaio 1939), è un'attrice francese che ha legato la sua notorietà essenzialmente al ciclo cinematografico di Angelica girato negli anni sessanta.

## Biografia
Figlia di un farmacista francese, René Émilie Mercier, e di madre italiana, Francia Louise Berthet, la Mercier riuscì con alcune difficoltà a unirsi ai "ballet-rats", i danzatori del coro, e a diventare solista all'Opera di Nizza. All'età di 15 anni incontrò Maurice Chevalier, che le predisse che avrebbe avuto molto successo.
A 17 anni si trasferì a Parigi dove si unì prima alla compagnia di Roland Petit e poi alla compagnia dei "Ballets de la Tour Eiffel". Il suo sogno di affermarsi come ballerina si realizzò sulle planche del théâtre des Champs-Élysées dove ballò Gosses de Paris, coreografata da Pierre Lacotte, su musica di Charles Aznavour. La compagnia chiuderà però i battenti per mancanza di denaro. Parallelamente alla sua carriera di ballerina, la Mercier iniziò a studiare recitazione con Solange Sicard. Dopo un soggiorno a Londra, cominciò una carriera d'attrice recitando in teatro.
Nel 1956 fece ritorno a Nizza per trascorrere le vacanze di Natale con i suoi genitori e incontrò casualmente i registi Denys de La Patellière e Michel Audiard, che le proposero il ruolo di Jeanne nel film Delitto sulla Costa Azzurra (1957). Inizialmente la Mercier rifiutò la parte ma poi, spinta dal padre, accettò. Per il suo debutto cinematografico scelse il nome d'arte di Michèle Mercier, sia in onore della sorella minore, che era morta a cinque anni di febbre tifoide, sia come tributo all'attrice Michèle Morgan.
Dopo essere apparsa in alcune commedie romantiche come Angelica ragazza jet (1960) di Géza von Radványi, accanto a Romy Schneider, e in Tirate sul pianista (1960) di François Truffaut, la Mercier recitò in Inghilterra e soprattutto in Italia, prendendo parte, tra gli altri, ai film La baia dei pirati (1961) di John Gilling, Le meraviglie di Aladino (1961) di Mario Bava ed Henry Levin, Il giustiziere dei mari (1962) di Domenico Paolella, Gli anni ruggenti (1962) e Frenesia dell'estate (1964) di Luigi Zampa, Sinfonia per un massacro (1963) di Jacques Deray, I tre volti della paura (1963) di Mario Bava, I mostri (1963) di Dino Risi, Alta infedeltà (1964) di Mario Monicelli ed Elio Petri, Casanova '70 (1965) di Mario Monicelli e Come imparai ad amare le donne (1966) di Luciano Salce. Anche se in ruoli non da protagonista, in quegli anni recitò nei due film hollywoodiani Le piace Brahms? (1961) di Anatole Litvak e I guai di papà (1964) di Jack Arnold.
Il successo a livello internazionale giunse nel 1964 con il ruolo di Angelica di Sancé de Monteloup nel film Angelica, diretto da Bernard Borderie, interpretato anche da Robert Hossein e Giuliano Gemma e tratto dal primo della serie di romanzi di Anne e Serge Golon. In precedenza per quel ruolo erano state prese in considerazione Brigitte Bardot, Annette Strøyberg, Catherine Deneuve, Jane Fonda, Virna Lisi e Marina Vlady. Il grande successo del film generò quattro sequel, anch'essi tratti dai romanzi dei coniugi Golon, che videro la Mercier come protagonista. Il ruolo di Angelica le consentì di mettere in risalto la sua procace bellezza e le assicurò una grande popolarità, ma nel tempo il personaggio finì per oscurare e condizionare altri aspetti della sua carriera.
Mentre era impegnata con la serie di Angelica, la Mercier recitò anche con Jean Gabin, Robert Hossein e Lilli Palmer in Matrimonio alla francese (1965) di Denys de la Patellière e, ancora con Robert Hossein, in L'amante infedele (1966) di Christian-Jaque. Nel 1970 affiancò Tony Curtis e Charles Bronson in Al soldo di tutte le bandiere di Peter Collinson, e due anni dopo Charlton Heston in Il richiamo della foresta di Ken Annakin. In quel periodo apparve ancora in film italiani, quali Nella stretta morsa del ragno (1971) di Antonio Margheriti e Roma bene (1971) di Carlo Lizzani. 
Nel 1973, insieme al secondo marito, l'attrice lasciò la Francia nella speranza di rifarsi una carriera negli Stati Uniti, senza però ottenere molto successo. Farà ritorno in Europa solamente nel 1976, dopo aver divorziato dal marito. Sola e quasi dimenticata, la Mercier rientrò a Parigi dove iniziò a recitare in teatro. Dopo aver preso parte ad alcune pellicole senza successo, come il film di produzione statunitense Arch of Triumph (1980) di Daniel Mann, l'attrice decise di abbandonare la carriera cinematografica per crescere i due figli di un uomo d'affari con il quale era andata a convivere.
Nel 1991 fu membro della giuria al Festival cinematografico internazionale di Mosca. Nel 1996 conobbe René Leporc e se ne innamorò. L'attrice ignorava però che l'uomo, con il quale aveva accettato di fondare una casa editrice a Cannes per pubblicare le sue memorie e le opere di alcuni amici del mondo dello spettacolo, era un truffatore già noto alla giustizia per altre attività fraudolente e condannato a 15 anni di divieto di gestione aziendale. Leporc falsificò alcuni assegni e, una volta scoperto, fuggì dalla Francia per trovare rifugio in Vietnam, dove fondò una compagnia di pesca.
Nel 1999 l'attrice, ritrovandosi ad affrontare gravi problemi finanziari, fu costretta a vendere diversi suoi beni, tra i quali il vestito da sposa indossato in Angelica. Nel 2008 Leporc venne condannato in contumacia dalla Corte d'appello di Aix-en-Provence a 18 mesi di carcere e al pagamento di oltre 200 000 euro di multa. Ancora in vita in Vietnam, è stato emesso contro di lui un mandato di cattura. Nel 1998, dopo 14 anni di assenza dagli schermi, l'attrice tornò a recitare nel film La rumbera diretto da Piero Vivarelli. 
Autrice delle proprie biografie, nel 2002 presentò al Festival di Cannes il suo secondo libro. Il 6 marzo 2006 venne insignita del titolo di cavaliere dell'Ordine delle Arti e delle Lettere.

## Vita privata

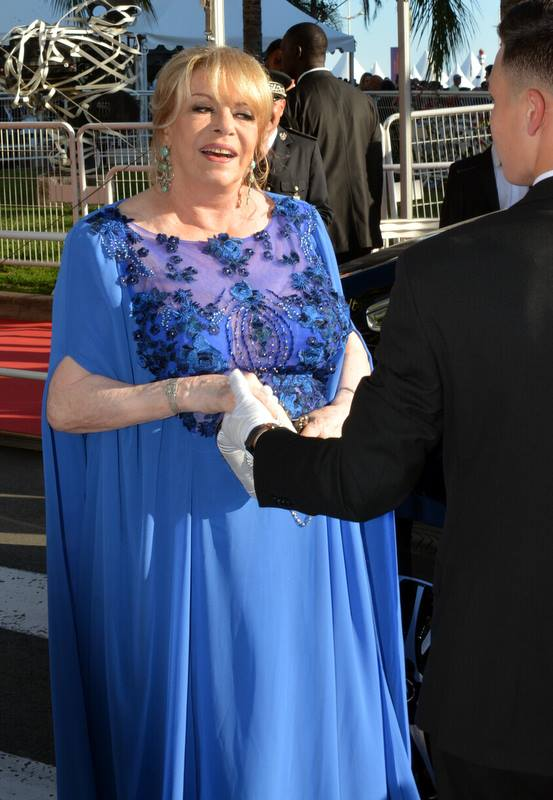
Michèle Mercier al festival di Cannes 2017.

Michèle Mercier si sposò due volte. Il 5 agosto 1961 con l'aiuto regista André Smagghe, conosciuto sul set del film Le notti di Lucrezia Borgia. Il matrimonio non ebbe lunga durata: Smagghe veniva spesso ricoverato in ospedale a causa dell'alcolismo di cui soffriva e i due finirono col divorziare nel 1967. L'anno successivo l'attrice sposò il pilota Claude Bourillot, il quale un giorno sparì dalla sua vita portandosi via tutti i suoi soldi e i gioielli. Divorziarono nel 1976.
In seguito al suo ritorno in Europa, avvenuto nel 1976, l'attrice conobbe a Ginevra un uomo d'affari con il quale andò a vivere. Quando, due anni più tardi, l'uomo morì di cancro, la Mercier si ritrovò finanziariamente rovinata. Qualche tempo dopo incontrò un principe romano e si trasferì a Roma per vivere con lui, ma la relazione terminò tre anni dopo e, delusa, l'attrice fece ritorno a Parigi.
Tra i numerosi amori di Michèle Mercier vanno elencati gli attori Vittorio Gassman e Giani Esposito, come pure lo scià di Persia.
Nel 2016 l'attrice si è ammalata di un cancro alla pelle; dopo esserne guarita, nel 2019, ha subito un incidente in casa nel quale si è provocata una frattura al piede, che ha reso necessari un'operazione e lunghi mesi di riabilitazione; successivamente ha subito la frattura anche dell'altro piede.

## Filmografia

### Cinema
- I sette peccati di papà (J'avais sept filles), regia di Jean Boyer (1954) Non accreditata
- Delitto sulla Costa Azzurra (Retour de manivelle), regia di Denys de La Patellière (1957)
- Donnez-moi ma chance, regia di Léonide Moguy (1957)
- Le notti di Lucrezia Borgia, regia di Sergio Grieco (1959)
- Angelica ragazza jet (Ein Engel auf Erden), regia di Géza von Radványi (1960)
- Tre femmine che scottano (Le Saint mène la danse), regia di Jacques Nahum (1960)
- Le brune sparano (La brune que voilà), regia di Robert Lamoureux (1960)
- Tirate sul pianista (Tirez sur le pianiste), regia di François Truffaut (1960)
- La ligne de mire, regia di Jean-Daniel Pollet (1960)
- La baia dei pirati (Fury at Smugglers' Bay), regia di John Gilling (1961)
- Le piace Brahms? (Goodbye Again), regia di Anatole Litvak (1961)
- Le meraviglie di Aladino, regia di Mario Bava, Henry Levin (1961)
- Il giustiziere dei mari, regia di Domenico Paolella (1962)
- Gli anni ruggenti, regia di Luigi Zampa (1962)
- Le prigioniere dell'isola del diavolo, regia di Domenico Paolella (1962)
- Sinfonia per un massacro (Symphonie pour un massacre), regia di Jacques Deray (1963)
- I tre volti della paura, regia di Mario Bava (1963)
- Lo sciacallo (L'aîné des Ferchaux), regia di Jean-Pierre Melville (1963)
- La pupa, regia di Giuseppe Orlandini (1963)
- L'oppio dei popoli, episodio de I mostri, regia di Dino Risi (1963)
- Alta infedeltà, regia di Mario Monicelli ed Elio Petri (1964)
- Il giovedì, regia di Dino Risi (1964)
- I guai di papà (A Global Affair), regia di Jack Arnold (1964)
- Frenesia dell'estate, regia di Luigi Zampa (1964)
- Amore e morte, episodio di Amore in 4 dimensioni, regia di Mino Guerrini (1964)
- Via Veneto, regia di Giuseppe Lipartiti (1964)
- Angelica (Angélique, marquise des anges), regia di Bernard Borderie (1964)
- Angelica alla corte del re (Merveilleuse Angélique), regia di Bernard Borderie (1965)
- Casanova '70, regia di Mario Monicelli (1965)
- Matrimonio alla francese (Le Tonnerre de Dieu), regia di Denys de La Patellière (1965)
- La meravigliosa Angelica (Angélique et le roy), regia di Bernard Borderie (1966)
- L'amante infedele (La seconde vérité), regia di Christian-Jaque (1966)
- I nostri mariti, regia di Luigi Filippo D'Amico, Dino Risi (1966)
- Come imparai ad amare le donne, regia di Luciano Salce (1966)
- L'angelica avventuriera - Sole nero (Soleil noir), regia di Denys de La Patellière (1966)
- L'età della pietra, episodio di L'amore attraverso i secoli (Le plus vieux métier du monde), regia di Franco Indovina (1967)
- L'indomabile Angelica (Indomptable Angélique), regia di Bernard Borderie (1967)
- Angelica e il gran sultano (Angélique et le sultan), regia di Bernard Borderie (1968)
- Le calde notti di Lady Hamilton, regia di Christian-Jaque (1968)
- Cimitero senza croci (Une corde, un Colt...), regia di Robert Hossein (1969)
- Una vedova tutta d'oro (Une veuve en or), regia di Michel Audiard (1969)
- Al soldo di tutte le bandiere (You Can't Win 'Em All), regia di Peter Collinson (1970)
- L'incredibile storia di Martha Dubois (Macédoine), regia di Jacques Scandelari (1971)
- Nella stretta morsa del ragno, regia di Antonio Margheriti (1971)
- Per amore o per forza, regia di Massimo Franciosa (1971)
- Roma bene, regia di Carlo Lizzani (1971)
- Il vitalizio (Le viager), regia di Pierre Tchernia (1972) Non accreditata
- Il richiamo della foresta (The Call of the Wild), regia di Ken Annakin (1972)
- Götz von Berlichingen mit der eisernen Hand, regia di Wolfgang Liebeneiner (1979)
- Arch of Triumph, regia di Daniel Mann (1980)
- Jeans Tonic, regia di Michel Patient (1984)
- La rumbera, regia di Piero Vivarelli (1998)
- Parižskaja ljubov' Kosti Gumankova, regia di Konstantin Odegov (2004)
- Celles qui aimaient Richard Wagner, regia di Jean-Louis Guillermou (2011)

### Televisione
- Les femmes du monde, regia di Georges Farrel – film TV (1977)
- Il bello delle donne 3 – serie TV, 4 episodi (2003)
- Krasnaya kapella – miniserie TV (2004)
- Vénus & Apollon – serie TV, 8 episodi (2009)
- La Famille Katz – serie TV, 3 episodi (2013)

## Teatro
- La Brune que voilà di Robert Lamoureux, messa in scena dell'autore, Théâtre des Variétés (Sophie) (1958)
- Le Bluffeur di Marc Camoletti (1979)
- Banco ! d'Alfred Savoir, regia di Robert Manuel, théâtre de la Michodière (1984)

## Opere
- Angélique à cœur perdu (1987) - Autobiografia[10]
- Merveilleuse Angélique (1995) - Album fotografico[11].
- Angéliquement vôtre (1996) - Autobiografia[12]
- Je ne suis pas Angélique (2002)[4]

## Doppiatrici italiane
- Maria Pia Di Meo in Le notti di Lucrezia Borgia, Le meraviglie di Aladino, Amore in 4 dimensioni, Angelica, Angelica alla corte del re, La meravigliosa Angelica, L'amante infedele, L'angelica avventuriera - Sole nero, Nella stretta morsa del ragno, Per amore o per forza, Roma bene
- Luisella Visconti in Il giustiziere dei mari, Le prigioniere dell'isola del diavolo, Anni ruggenti, I mostri
- Valeria Valeri in Matrimonio alla francese, Al soldo di tutte le bandiere
- Gabriella Genta in L'indomabile Angelica, Angelica e il gran sultano, Cimitero senza croci
- Mirella Pace in Casanova '70, Il bello delle donne 3
- Rosetta Calavetta in Le piace Brahms?
- Rita Savagnone in Le calde notti di Lady Hamilton
- Noemi Gifuni in La pupa
- Lucia Catullo in I tre volti della paura